# 90450 Cyriltyson
90450 Cyriltyson è un asteroide della fascia principale. Scoperto nel 2004, presenta un'orbita caratterizzata da un semiasse maggiore pari a 3,1798614 UA e da un'eccentricità di 0,0641054, inclinata di 20,47583° rispetto all'eclittica.